# Rodolfo Tan Cardoso
Rodolfo Tan Cardoso (Anda, Pangasinán, 25 de dezembro de 1937 – Cidade Quezon, 21 de agosto de 2013) foi um jogador de xadrez filipino.
Primeiro Mestre Internacional de Xadrez de seu país, participou das Olimpíadas de xadrez nas edições de 1956, 1958, 1972 e 1974. Individualmente, conquistou a medalha de prata em 1956 no quarto tabuleiro.